# Frederic Hova Wolley Dod
Frederic Hova Wolley Dod, född 1871 i England, död 24 juli 1919, i Makedonien, var engelsk-kanadensisk lepidopterist.

## Biografi
Dod emigrerade från England 1893 och bodde nära Fish Creek, sydväst om Calgary. Han tog med sin fjärilssamling bestående av 3000–4000 i Storbritannien insamlade fjärilar. Dod undersökte med entusiasm Albertas fjärilsfauna och var en av de första att lista fjärilar i regionen. Dod levde på och finansierade sina entomologiska studier med sin förmögenhet. Han anlitade 1912 till och med en entomologisk assistent i W.H.T. Tams. Dod samlade främst runt sitt hem och lyckades samla in 60 för vetenskapen tidigare okända fjärilsarter. Han sammanställde den första listan över Albertas fjärilar i hans “Preliminary List of Macrolepidoptera of Alberta, N.W.T.”  som publicerades som en serie artiklar i tidskriften "The Canadian Entomologist", mellan 1901 och 1906. Listan bestod av 613 arter inom storfjärilar och större småfjärilar. 
1917 såg Dod till att trots sin ålder bli värvad till armén. Han tjänstgjorde i regementet King's Own Yorkshire Light Infantry i Makedonien och dog där 1919. Han är begravd på Chanak Consular Cemetery i Turkiet. 
Flera fjärilsarter är uppkallade efter Wolley Dod.
Auktorsnamnet Dod kan användas för Frederic Hova Wolley Dod i samband med ett vetenskapligt namn inom zoologin; se Wikipedia-artiklar som länkar till auktorsnamnet.